# أطفال سوينغ (فلم)
أطفال سوينغ  (بالإنجليزية: Swing Kids) هو فيلم دراما تم إنتاجه في الولايات المتحدة وصدر في سنة 1993. الفيلم من إخراج توماس كارتر ومن بطولة كريستيان بيل وفرانك ويلي وروبرت شون لينارد.

## طاقم التمثيل
- كريستيان بيل
- كينيث براناه

## الميزانية والإيرادات
بلغت تكلفة إنتاج الفيلم حوالي 19 مليون دولار بينما حقق أرباحا تقدر بـ 5,632,086 دولار.

## وصلات خارجية
- مقالات تستعمل روابط فنية بلا صلة مع ويكي بيانات